# Calamochrous minimalis
Calamochrous minimalis là một loài bướm đêm trong họ Crambidae.